# Om du bara ler mot mej nå'n gång
Om du bara ler mot mej nå'n gång skrevs av Kai Gullmar (musik) och Hasse Ekman (text), och är en sång som spelades in av Marguerite Viby och utkom på skiva 1941. Den var med i filmen Fröken Kyrkråtta. Sången har även sjungits in av Molly Halleborg och Margreth Måård samt av Viby på danska (då med text av C. V. Meincke). Den svenska originalversionen med Viby finns också med på samlingsutgåvan Odeonkavalkaden (1936-1945), utgiven 1982. 

### Fotnoter
1. ↑  ”Om du bara ler mot mej nå'n gång”. Svensk mediedatabas. 8 mars 1941. http://smdb.kb.se/catalog/search?q=en+v%C3%A5rnatt+i+wien&x=0&y=0. Läst 2 januari 2015.
2. ↑  https://smdb.kb.se/catalog/search?q=odeonkavalkaden&x=27&y=19